# 多汗症
多汗症，是一種症狀，係指身體在必要性的調節體溫的範圍時，產生異常增加發汗的症狀。好發於手、足、腋窩（即腋下），在日常生活中被認為是有過度發汗的疾病患者。。

## 關聯項目
- 皮膚科学
- 汗液
- 交感神經
- 副交感神經
- 淚
- 血汗症

## 外部連結
- 原発性局所多汗症診療ガイドライン[永久] - 日本皮膚科学会雑誌 第120巻 第8号 P.1607-1625（2010年7月20日発行）
- 第15巻 特集号：掌蹠多汗症（2008/7/1） - 日本発汗学会